# DSP Media
DSP Media, también conocida como DSP Entertainment, es una compañía de entretenimiento surcoreana ubicada en Seúl que fue fundada en 1991 por Lee Ho Yeon. DSP Media ingresó a la escena del K-pop gracias al éxito de reconocidos grupos de los años 90. El 26 de enero de 2022 la empresa se convirtió en subsidiaria de RBW. 

## Historia
DSP Media fue nombrada originalmente Empresa DaeSung (DaeSung Enterprise) cuando fue creada en 1991. En realidad, la compañía realizó aproximadamente cuatro cambios de nombre. En 1999, la compañía fue renombrada a DSP Entertainment. En 2008, con su exitosa expansión en la industria del entretenimiento, DSP Entertainment fue conocida como DSP Media.
DaeSung Enterprise fue fundada en septiembre de 1991 por Lee Ho Yeon quien proporcionó nuevos artistas al público. Uno de sus primeros grupos de música coreana fue, «Firetruck (소방차)». El grupo fue impactante y fue amado por las personas coreanas más adultas.
En febrero de 1999, con el éxito de los grupos de estrellas, Sechs Kies y FIN.K.L., la compañía tomó acciones legales por su renombramiento como DSP Entertainment.
Después la compañía se fusionó con «Hoshin Textile Company (호신섬유)» en marzo de 2006, DSP Media fue renombrada a DSP Enti.
En septiembre de 2008, DSP Enti fue renombrada a DSP Media. En ese momento, la compañía se volvió famosa por sus éxitos en las industrias del K-pop, el K-drama y la producción de programas de televisión.
El 26 de enero de 2022, se anunció que el 39,1% de las acciones de DSP Media habían sido compradas por RBW, una empresa de entretenimiento coreana que alberga otros grupos dentro de la industria como Mamamoo, Oneus y Purple Kiss. DSP Media se fusionará con RBW como subsidiaria a inicios de este mismo año.

## Artistas

### Grupos
- KARD
- YOUNG POSSE
- SNS

### Duos
- Baby Blue
- Pixxie

### Solistas
- Lee Jinjae
- Ahn Ye-eun
- BM -  KARD

### Actores
- Kim Min (2023–present)
- Kim Chae-won
- Seong Tae (Produce X 101)
- Ahn Seo-hyun
- Oh Hye-won
- Yoon Jung-hoon
- Lee Seo-young
- Lee Joong-ok
- Lee Ji-hyun
- Lee Hyeong-hoon
- Chung Ye-jin
- Ju Hyun (2022–present)
- Han Jei
- Hwang Kyung-ha

## Antiguos miembros de la agencia

### Artistas
- Sobangcha (1987-1996)
- ZAM (1992-1995)
- CO CO (1994-1995)
- MUE (1994-1999)
- IDOL (1995-1997)
- Mountain (1996-?)
- Sechs Kies (1997-2000)
- Kim Hyu Soo (1997-?)
- Fin.K.L (1998-2005)
- Click-B (1999–2006)
- Leeds (1999–2000)
- Lee Hyori (1998-2006)
- 2SHAI (2003–2006)
- Shyne (2004-2007)
- SS501 (2005-2010)
- Sunha (2007-2009)
- A'st1 (2008-2009)
- Puretty (2012-2014)
- KARA (2007-2016)[2]
- Rainbow (2009-2016)
- KASPER (2016-2018)
- A-JAX (2012-2019)
- Oh Jong Hyuk (2006-2020)
- APRIL (2015-2022)
- MIRAE (2021-2024)
- Heo Young Ji (2014-2024)

### Antiguos aprendices
- Jang Ji Soo/Baek Se Hee (antiguo miembro de Swincle)
- Lee Donguk (DNT)
- Goo Hye Sun (Actriz)
- Lee Gi Kwang (Beast)
- Ahn Jaehyo (Block B)
- Moon JoonYoung (Lee Hoo) (ZE:A)
- Son Dam Bi (solista y actriz)
- Shim Hyun Kyung (i Me)
- NS Yoon G (Solista)
- Hong Jinyoung (Solista)
- Hwang Park Kyung (Fue un aprendiz que debutaría junto a «A-Jax» pero debido al estrés y otros problemas personales abandonó la compañía en 2010)
- Ga Jin (S the ONE)
- Han Kyu Wan (fue un aprendiz que debutaría con SS501 pero fracasó por diversos problemas, también fue un antiguo aprendiz de S.M. Entertainment y realizó su debut con Exo pero derribó sus planes debido a que aún debía prestar su servicio militar)
- Woo Hyemi (Oponente en «La voz Corea», y quedó en el Top cuatro de los semi finalistas; fue originalmente un aprendiz, para debutar con KARA)
- Park Sihyun (Spica)
- Kang Minhee (Miss $)
- Kang Byungsun (M.A.P6)
- Taeha (Speed)
- Seon Joo-ah (Actriz)
- Lee Ji-hoon (1998) (Actor)
- Lee Joonmo (trained under DSP Media director)
- Son Yuji (ahora trabaja bajo GH Entertainment)
- Ahn Sojin (Oponente de Kara Project y miembro en formación de Kara; salió de la compañía luego de cometer un suicidio el 24 de febrero de 2015)[3]
- Sowon (G-Friend)[4]
- Seo Jisoo (Lovelyz)
- Yoo Hyein (antigua miembro de Puretty, ahora es actriz)
- Bae Heekyung (Ahora vive en Estados Unidos y es un rapero)

## Filmografía
- Emergency Act 19 (Película, 2002)
- Drama Three Leaf Clover (SBS, 2005)
- My girl (SBS, 2005)
- She (SBS, 2006)
- Yeon Gae So Mun (SBS, 2006)
- Surgeon Bong Dal Hee (SBS, 2007)
- Bad couple (SBS, 2007)
- Heartbreak Library (Película, 2008)
- Queen of Housewives (MBC, 2009)